# Madonna met kind en de heiligen Catharina en Thomas
Madonna met kind en de heiligen Catharina en Thomas (Duits: Maria mit dem Kind und hll. Katharina und Thomas) is een schilderij van Lorenzo Lotto dat hij rond 1527-33 maakte. Het maakt deel uit van de collectie van het Kunsthistorisches Museum in Wenen.

## Voorstelling
Maria en haar zoon zitten ongedwongen in een landelijk landschap, in de schaduw van een boom. Naast hen knielt de heilige Catharina van Alexandrië met een boek in haar hand. Ze is te herkennen aan haar prinselijke gewaad en aan het gebroken wiel dat net zichtbaar is tussen haar en Maria. Op haar borst draagt ze een gouden ketting met een kruisje. Helemaal rechts is de apostel Thomas afgebeeld met een spies terwijl hij bidt. Achter de Madonna kroont een jonge en sensuele engel haar met een krans van bladeren en bloemen.
Het schilderij is een voorbeeld van een sacra conversazione. Anders dan in oudere werken van dit type, bevinden de hoofdpersonen zich niet in een kerk, maar in een open landschap. In navolging van Palma il Vecchio, met wie Lotto goed bevriend was volgens Vasari in zijn Vite, koos de schilder ervoor Maria en de heiligen als een intieme groep af te beelden en niet, zoals eerder gebruikelijk, in een statische en hiërarchische compositie. Allerlei gebaren en blikken verbinden de figuren. De engel strekt zijn handen uit naar Maria en Jezus naar Catharina. De vrouwelijke heilige kijkt naar Thomas die op zijn beurt de Madonna aankijkt.
Omdat Lotto lang in Bergamo gewerkt heeft, wijkt zijn stijl af van de andere Venetiaanse meesters van zijn tijd. Zijn koele kleurgebruik wijst eerder op noordelijke invloeden, bijvoorbeeld van Dürer. De gevoelige expressiviteit van zijn schilderijen sluit aan bij het vroege maniërisme, hoewel Lotto altijd een realistische weergave na bleef streven.

## Herkomst
Het werk wordt voor het eerst vermeld in 1660, toen de graveur Marco Boschini in zijn Carta del navigar pittoresco opmerkte dat het zich in de Habsburgse collecties in Wenen bevond. Hij schreef het nog toe aan Palma il Vecchio. Het schilderij is waarschijnlijk gemaakt voor privédevotie, kort na Lotto's aankomst in Venetië.